# Forestiera eggersiana
Forestiera eggersiana är en syrenväxtart som beskrevs av Carl Karl Wilhelm Leopold Krug och Ignatz Urban. Forestiera eggersiana ingår i släktet Forestiera och familjen syrenväxter. Inga underarter finns listade i Catalogue of Life.